# Maria Alm
Maria Alm am Steinernen Meer est une commune autrichienne du district de Zell am See dans l'État de Salzbourg.

## Géographie
La commune est située dans la vallée de l'Urslau, un affluent de la Saalach, au pied sud de la chaîne montagneuse dite Steinernes Meer (« Mer de Pierre »), une partie des Alpes de Berchtesgaden. Le sommet Toter Hund qui culmine à 2 471 mètres s'y trouve.
Elle se trouve à environ 5 km à l'est de Saalfelden, sur la route qui mène à Bischofshofen. Maria Alm est le point de départ d'un chemin de pèlerinage qui conduit à travers les montagnes jusqu'à l'ermitage de Saint Barthélemy au bord du Königssee.

## Histoire
L'église paroissiale de Sainte-Marie fut mentionnée pour la première fois dans un acte datant de 1347. À cette époque, les domaines appartenaient à la principauté archiépiscopale de Salzbourg. À partir de 1731, nombre de protestants ont été expulsés de la région, beaucoup d'entre eux se sont installés autour de Gumbinnen en province de Prusse-Orientale.

## Personnalités
- Marcus Schmuck (1925-2005), alpiniste ;
- Wolf Haas (né en 1960), écrivain ;
- Alfred Rainer (1987-2008), spécialiste du combiné nordique.

1. ↑  « Einwohnerzahl 1.1.2018 nach Gemeinden mit Status, Gebietsstand 1.1.2018 », Statistik Austria (en) (consulté le 9 mars 2019)